# Idris brevifunicularis
Idris brevifunicularis är en stekelart som först beskrevs av Mani och Durgadas Mukerjee 1976.  Idris brevifunicularis ingår i släktet Idris och familjen Scelionidae. Inga underarter finns listade i Catalogue of Life.